# Спекбак
Спекба́к (фр. Spechbach) — вновь созданная коммуна на северо-востоке Франции в регионе Гранд-Эст (бывший Эльзас — Шампань — Арденны — Лотарингия), департамент Верхний Рейн, округ Альткирш, кантон Альткирш. Коммуна Спекбак создана слиянием и последующим упразднением коммун Спекбак-ле-Ба и Спекбак-ле-О. Дата образования новой коммуны — 1 января 2016 года.
Площадь коммуны — 8,06 км², население — 1 332 человека (2013), почтовый индекс: 68720. Мэр коммуны — Поль Стаффель (англ. Paul Stoffel) — бывший мэр коммуны Спекбак-ле-О (2001—2016), мандат которого действует с 5 января 2016 по 2020 год. Состав коммуны:
| Код INSEE | Коммуна       | Французское название | Площадь, км² | Население (2013) |
| --------- | ------------- | -------------------- | ------------ | ---------------- |
| 68319     | Спекбак-ле-Ба | Spechbach-le-Bas     | 4,14         | 690              |
| 68320     | Спекбак-ле-О  | Spechbach-le-Haut    | 3,92         | 642              |
| Всего:    | Всего:        | Всего:               | 8,06         | 1332             |